# Ruta Provincial 32 (Buenos Aires)
La Ruta Provincial 32 es una carretera parcialmente pavimentada interurbana de 144 km de extensión ubicada en el norte de la provincia de Buenos Aires, en Argentina. Mediante el Decreto Nacional del año 1979 se dividió en la Ruta Provincial 18 quedando en jurisdicción de la provincia de Santa Fe y Ruta Provincial 32 quedando en jurisdicción de la provincia de Buenos Aires.

## Características y recorrido
Esta carretera une las cabeceras de varios partidos del norte de la provincia de Buenos Aires, Argentina. El tramo de 50 km entre Emilio Ayarza y Salto el camino es de tierra. El resto está pavimentado, aunque presenta innumerables pozos.
Prestar extrema atención si deba circular por la misma.

## Localidades
A continuación se enumeran las localidades servidas por esta ruta.
- Partido de Chivilcoy: Emilio Ayarza.
- Partido de Chacabuco: Rawson y Los Ángeles.
- Partido de Salto: Salto y Tacuarí y Arroyo Dulce.
- Partido de Pergamino: Rancagua, Pergamino, Manuel Ocampo y Villa Angélica.